# Campionati europei di atletica leggera indoor 2023 - Getto del peso maschile
La gara dei getto del peso maschile ai campionati europei di atletica leggera indoor di Istanbul 2023 si svolse dal 2 al 3 marzo 2023 presso l'Ataköy Athletics Arena.

## Podio
| Pos.    | Atleta        | Nazionalità |
| ------- | ------------- | ----------- |
| Oro     | Zane Weir     | Italia      |
| Argento | Tomáš Staněk  | Rep. Ceca   |
| Bronzo  | Roman Kokoško | Ucraina     |

## Qualificazione
18 atleti qualificati con il minimo di 21,20 m (9) o i World Athletics Rankings (7).
La miglior misura di accredito è 21,93 m del lussemburghese Bob Bertemes.

## Record
| Record                | Record         | Record  | Record                    | Record           |
| --------------------- | -------------- | ------- | ------------------------- | ---------------- |
| Record mondiale       | Ryan Crouser   | 23,38 m | Pocatello, Stati Uniti    | 18 febbraio 2023 |
| Record europeo        | Ulf Timmermann | 22,55 m | Senftenberg, Germania Est | 11 febbraio 1989 |
| Record dei campionati | Ulf Timmermann | 22,19 m | Liévin, Francia           | 21 febbraio 1987 |

## Programma
| Data    | Ora   | Turno          |
| ------- | ----- | -------------- |
| 2 marzo | 19:12 | Qualificazione |
| 3 marzo | 19:25 | Finale         |

## Risultati

### Qualificazioni
Si qualificano alla finale gli atleti che ottengono la misura di 21,20 m (Q) o i migliori 8 (q).
| Pos. | Atleta           | Nazione              | 1ª prova | 2ª prova | 3ª prova | Risultato | Note                                     |
| ---- | ---------------- | -------------------- | -------- | -------- | -------- | --------- | ---------------------------------------- |
| 1    | Zane Weir        | Italia               | 20,70 m  | 21,46 m  |          | 21,46 m   | Q =                                      |
| 2    | Filip Mihaljević | Croazia              | 20,40 m  | 21,20 m  |          | 21,20 m   | Q                                        |
| 3    | Leonardo Fabbri  | Italia               | x        | x        | 21,17 m  | 21,17 m   | q                                        |
| 4    | Bob Bertemes     | Lussemburgo          | 20,92 m  | 20,49 m  | x        | 20,92 m   | q                                        |
| 5    | Marcus Thomsen   | Norvegia             | 20,71 m  | 20,45 m  | 20,02 m  | 20,71 m   | q                                        |
| 6    | Tomáš Staněk     | Rep. Ceca            | x        | 20,09 m  | 20,70 m  | 20,70 m   | q                                        |
| 7    | Roman Kokoško    | Ucraina              | 20,43 m  | x        | x        | 20,43 m   | q                                        |
| 8    | Mesud Pezer      | Bosnia ed Erzegovina | 20,18 m  | 19,98 m  | 20,20 m  | 20,20 m   | q                                        |
| 9    | Andrei Toader    | Romania              | 20,15 m  | 19,43 m  | 19,86 m  | 20,15 m   |                                          |
| 10   | Nick Ponzio      | Italia               | 19,83 m  | x        | 19,73 m  | 19,83 m   |                                          |
| 11   | Asmir Kolašinac  | Serbia               | x        | x        | 19,63 m  | 19,63 m   |                                          |
| 12   | Francisco Belo   | Portogallo           | x        | x        | 19,61 m  | 19,61 m   |                                          |
| 13   | Giorgi Mujaridze | Georgia              | 18,92 m  | 19,05 m  | 18,70 m  | 19,05 m   | Miglior prestazione personale stagionale |
| 14   | Muhamet Ramadani | Kosovo               | x        | 17,93 m  | 17,29 m  | 17,93 m   | Record nazionale                         |
| -    | Michał Haratyk   | Polonia              | x        | x        | x        | nm        |                                          |
| -    | Armin Sinančević | Serbia               | x        | x        | x        | nm        |                                          |

### Finale[2]
| Pos.    | Atleta           | Nazione              | 1ª prova | 2ª prova | 3ª prova | 4ª prova | 5ª prova | 6ª prova | Risultato | Note                                                      |
| ------- | ---------------- | -------------------- | -------- | -------- | -------- | -------- | -------- | -------- | --------- | --------------------------------------------------------- |
| Oro     | Zane Weir        | Italia               | 21,18 m  | 21,89 m  | 22,06 m  | x        | x        | x        | 22,06 m   | Record nazionale · Miglior prestazione europea stagionale |
| Argento | Tomáš Staněk     | Rep. Ceca            | 20,54 m  | 21,90 m  | x        | 21,45 m  | x        | 21,06 m  | 21,90 m   | Miglior prestazione personale stagionale                  |
| Bronzo  | Roman Kokoško    | Ucraina              | 21,25 m  | 20,57 m  | x        | x        | x        | 21,84 m  | 21,84 m   | Record nazionale                                          |
| 4       | Filip Mihaljević | Croazia              | 21,13 m  | 20,73 m  | 21,42 m  | 21,25 m  | 20,84 m  | 21,43 m  | 21,43 m   | Miglior prestazione personale stagionale                  |
| 5       | Bob Bertemes     | Lussemburgo          | 19,88 m  | x        | x        | x        | 21,00 m  | x        | 21,00 m   |                                                           |
| 6       | Marcus Thomsen   | Norvegia             | x        | x        | 20,49 m  | 20,48 m  | 20,66 m  | 20,49 m  | 20,66 m   |                                                           |
| 7       | Mesud Pezer      | Bosnia ed Erzegovina | x        | x        | 19,80 m  | x        | 19,94 m  | x        | 19,94 m   |                                                           |
| -       | Leonardo Fabbri  | Italia               | x        | x        | x        | x        | x        | x        | nm        |                                                           |